# هيكل تقسيم المنتج

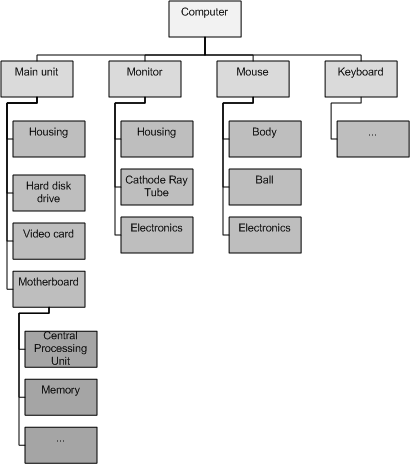
مثال على جهاز الكمبيوتر لهيكل تقسيم المنتج.

في إدارة المشروعات، يتم استخدام هيكل تقسيم المنتج (PBS) كأداة لتحليل نتائج المشروع، وتوثيقها، وربطها ببعضها، وتشكيل جزء من تقنية التخطيط القائم على المنتج.
حيث يوفر هيكل تقسيم المنتج هيكلاً هرميًا شاملاً للمعطيات (المادية، أو الفنية، أو التصورية) التي تشكل المشروع، مرتبةً في علاقة جزئية متكاملة.
هذا التمثيل البياني لمخرجات المشروع يقدم بيانًا واضحًا لا لبس فيه لما سيقدمه المشروع.
ويتطابق هيكل تقسيم المنتج (PBS) في الشكل مع هيكل تقسيم العمل (WBS)، لكنه كيانٌ منفصل يتم استخدامه في خطوة مختلفة في عملية التخطيط. حيث يتقدم هيكل تقسيم المنتج (PBS) على هيكل تقسيم العمل (WBS) ويركز على فهرسة جميع النتائج المرجوة (المنتجات) اللازمة لتحقيق هدف المشروع. ويغذي ذلك إنشاء هيكل تقسيم العمل، الذي يحدد المهام والأنشطة اللازمة لتحقيق تلك النتائج. ويرى مؤيدو التخطيط القائم على المنتج أن هذا الأمر يتغلب على الصعوبات التي تنشأ من افتراضات حول الأمور الواجب فعلها وكيفية القيام بها من خلال التركيز على أهداف وغايات المشروع - قياس يُستشهد به كثيرًا وهو أن هيكل تقسيم المنتج يحدد الأهداف، وهيكل تقسيم العمل يخبرك بكيفية تحقيق تلك الأهداف.

## مثال
مثال لهيكل تقسيم المنتج على جهاز كمبيوتر (انظر إلى الصورة يمينًا):
- الوحدة الرئيسية
  - الغطاء
  - اللوحة الأم
    - وحدة المعالجة المركزية
    - رقائق ذاكرة الوصول العشوائي

  - محرك القرص المرن (FDD)
  - محرك القرص الصلب
  - بطاقة الفيديو
  - بطاقة الصوت
  - بطاقة الشبكة
  - منفذ بطاقة الطابعة المحلية الطرفية (LPT)
- الشاشة
  - شاشة كاثودية (CRT)
  - الغطاء
  - المكونات الإلكترونية
- الماوس
  - الجسم الخارجي
  - الكرة الزجاجية
  - الكبل
- لوحة المفاتيح